# Jezero (Marskrater)

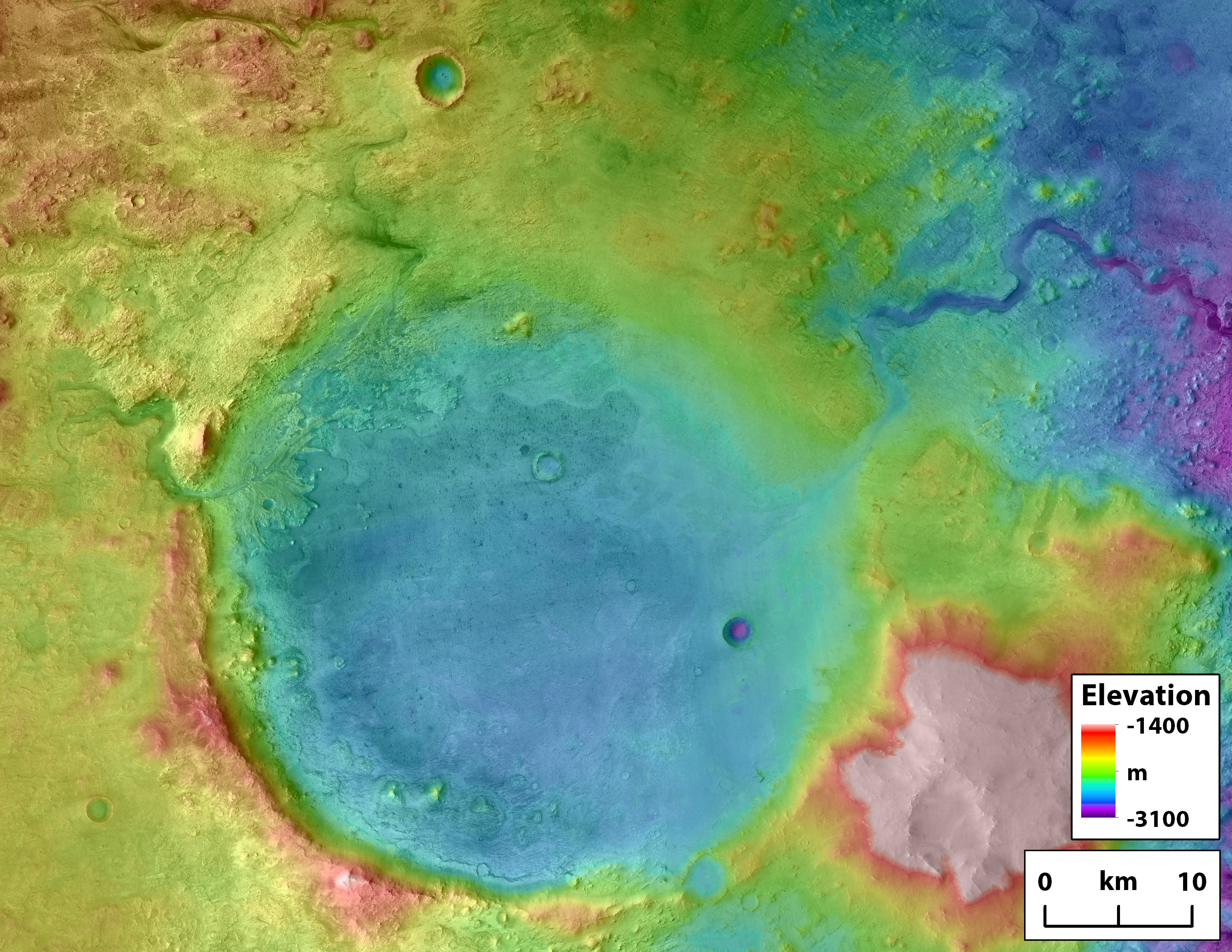
Hoogtekaart in valse kleuren van de Jezero-krater op de planeet Mars.

De Jezero-krater bevindt zich op het noordelijk halfrond van de planeet Mars in het Syrtis Major kaartblad. Hij heeft een diameter van 49 km en is ontstaan door een meteorietinslag. In en rond de krater zijn kleimineralen aangetroffen. De Mars Reconnaissance Orbiter identificeerde smectiet. Kleimineralen vormen alleen in de aanwezigheid van water, dus waarschijnlijk was de krater ooit overspoeld met water. 
Het Jezero-kratermeer bestond vermoedelijk ongeveer 4 miljard jaar geleden. Het stroomgebied besloeg ongeveer 15.000 km² en de zijrivieren brachten het tal van zwevende stoffen. Door de afzetting van het materiaal ontstonden brede niveaus die worden geïnterpreteerd als rivierdelta's. Het kratermeer besloeg ongeveer 500 km² en bevatte ook een afvoer die sedimentafzettingen achterliet. Open watergebieden bestonden waarschijnlijk 3,8 miljard jaar geleden nog. 
In een studie, gepubliceerd in maart 2015, stelden onderzoekers dat water de krater minstens twee keer vulde. Er zijn twee rivieren aan de noord- en westkant van de krater die hem waarschijnlijk van water hebben voorzien; beide hebben een delta-achtige afzetting waar sediment door water werd afgevoerd en in het meer werd afgezet. Kraters met een bepaalde diameter hebben naar verwachting een bepaalde diepte. Als de krater minder diep is dan verwacht betekent dit dat sediment de krater is binnengedrongen. Uit berekeningen blijkt dat de krater ongeveer een kilometer dik sediment kan bevatten. De meeste sedimenten zijn mogelijk door waterstromen aangevoerd.
Op 19 November 2018 koos NASA de krater als landingsplaats voor de Mars 2020 rovermissie. 
Op 18 februari 2021 landde de rover Perseverance samen met de eerste marshelikopter Ingenuity in de krater, als onderdeel van de Amerikaanse Mars 2020 missie.
De krater is in 2007 door de IAU vernoemd naar de plaats Jezero in Bosnië en Herzegovina, waar "Jezero" in het Bosnisch "meer" betekent.